# Monte Hubbard
Il Monte Hubbard è una delle grandi montagne della catena dei Monti Sant'Elia. È situato sul confine tra Alaska e Yukon. Nel versante canadese è contenuto nel Kluane National Park and Reserve, nel versante americano è parte del Parco nazionale e riserva di Wrangell-St. Elias. La montagna venne così nominata nel 1890 dal geologo Israel Russell in onore di Gardiner Greene Hubbard, il primo presidente della National Geographic Society, che  co-sponsorizzò la spedizione. 
Il Monte Hubbard, con i suoi 4.557 metri, è il punto più elevato di un grande massiccio che comprende anche altre due importanti vette: il Monte Alverstone e il Monte Kennedy. Alverstone e Hubbard costituiscono parte del confine canadese e americano.
Il Monte Hubbard è la decima vetta più alta degli Stati Uniti, e la dodicesima del Canada. 
La sua prima ascesa risale al 1951 ad opera di Walter Wood.